# Система на ЕС за търговия с въглеродни емисии
Системата за търговия с емисии на Европейския съюз, СТЕ (на английски: European Union Emissions Trading System, EU ETS) е схема за търговия с въглеродни емисии в ЕС, възприета през 2005 г. с цел намаляване на емисиите на парникови газове в страните членки. Тя е от типа „търговия с таван“ (Cap and trade) и позволява на компаниите да търгуват с квоти. СТЕ покрива около 45% от емисиите на парникови газове в ЕС.
СТЕ задължава компаниите да разполагат с разрешителни за всеки тон въглероден диоксид, който те емитират. Компаниите трябва да купуват тези разрешителни на аукциони.
Всички големи замърсители са длъжни да представят годишни доклади за количеството изхвърлен в атмосферата въглероден диоксид.